# 고양 원각사 고려시대 다라니 일괄
고양 원각사 고려시대 다라니 일괄(高陽 圓覺寺 高麗時代 陀羅尼 一括)은 대한민국 경기도 고양시 일산동구 원각사에 있는 불경이다. 2015년 3월 9일 경기도의 유형문화재 제302호로 지정되었다.

## 참고 자료
- 고양 원각사 고려시대 다라니 일괄 - 국가유산청 국가유산포털